# 森志げ
森 志げ（もり しげ、1880年〈明治13年〉5月3日 - 1936年〈昭和11年〉4月18日）は、日本の小説家。森鷗外の妻。森 しげ、しげ女、茂（子）とも。美人の誉れ高かったが、世間的には悪妻として有名だった。『青鞜』などで20篇を超える小説を発表した。

## 略歴
1880年（明治13年）に、大審院判事荒木博臣とあさ子の長女として東京市芝区西久保明船町（現・東京都港区）に生まれる。兄弟は2人の兄と妹1人。父の荒木博臣は佐賀出身で明治維新時には官軍の一人として活躍した人物であり、明船町などに地所を持つ大地主でもあった。
絵画を村山委山に学び、琴・生け花も学ぶ。学習院女子部を卒業後、渡辺治右衛門の息子、渡辺勝太郎と結婚。渡辺家は江戸時代の海産物問屋「明治屋（あかぢや）」（「明石出身の治右衛門」の頭文字からそう呼ばれた）から金融業を手掛け、東京の大地主になった一族で、いくつかの銀行を経営する大財閥だった。志げの娘・小堀杏奴によると、志げは幼いころ、ロシアが地図で大国であったことからロシアの皇后陛下になることを夢見るような娘で、夫にするなら、どんな職業であっても日本で一人というような人を持ちたいと思っていたという。勝太郎は大富豪の息子であるだけでなく、評判の美男子であったのだが、志げとの結婚で、勝太郎と関係のあった日本橋の芸妓が騒ぎ出して新聞種となり、志げの両親が怒って1か月もしないうちに離縁となった。
1902年1月、鷗外の後妻として再婚。鷗外は40歳、志げは21歳、鷗外には前妻との子・森於菟（12歳）がいた。鷗外は前の結婚に失敗して以来、長年独身でいたが、母・峰（子）の紹介で志げを知ると気に入り、友人への書簡に、その美貌から「美術品らしき妻」と書き記している。志げの両親は峰の強引な人柄を嫌い結婚に反対したが、杏奴が母から聞いた話によると、志げ自身は鷗外の態度と声が気に入り、鷗外の小説に描かれる男性像が好きだったこともあり承諾したという。
結婚後すぐ、鷗外の任地である小倉で暮らし始め、女中二人を従えて幸せな新婚生活を送っていたが、わずか数か月で、鷗外が第一師団軍医部長の辞令を受けたため東京に戻り、千駄木の団子坂上にあった鷗外の家「観潮楼」で祖母・清子、母・峰子、末弟・潤三郎、先妻の子・於菟と同居を始める。支配的で吝嗇な姑との折り合いが悪く、長女の茉莉が生まれると、娘と二人で明船町の実家の持ち家のひとつを借りて別居。鷗外は観潮楼に母たちと住み、週に数日妻のもとに通う二重生活が始まった。日露戦争が始まり、従軍する鷗外は万一のために遺書を用意し、遺産は母・峰と先妻の子・於菟とで二分するように、と志げを除け者扱いにしているが、戦地から志げに宛てた手紙では「いい花嫁」など甘い言葉をたくさん書き送っている。鴎外の給料はすべて峰が管理していたため、志げは峰が亡くなるまで金銭的に悩まされた。
1907年に第二子になる不律を出産（鷗外にとっては第三子）。翌年、茉莉と不律が百日咳にかかり、不律が亡くなる。茉莉はのちに著書で、不律の死は、苦しむ不律を不憫に思った峰が医師に頼んで薬物で安楽死させたものと聞いたと書き、この安楽死事件以降、鷗外は峰を疎むようになったとされていたが、のちに杏奴は、鷗外も峰の提案を了承しており、苦しむ茉莉にも薬を飲ませようとしたところ、志げの父親に発覚して断念した、と書いた。鷗外の『高瀬舟』はこの一件をきっかけに書かれたものと言われている。
嫁と姑の対立は続き、この二人の確執をもとに、鷗外は1909年に彼の最初の現代小説と言われる『半日』を発表、志げにも憂さ晴らしに小説の執筆をすすめる。同年、杏奴を出産。夫のすすめで自分の結婚生活をもとにした小説『波瀾』『あだ花』を書き、鷗外の補筆を得て発表。1911年に末子の類を出産するかたわら執筆を続け、『青鞜』『スバル』『三越』といった雑誌に寄稿を続けた。
1916年に姑が亡くなり、1919年に茉莉を嫁がせ、家族水入らずの平穏な日々になったのもつかの間、1922年に鷗外が死亡。以降、森家の親族をはじめ、鷗外の友人知人らに疎まれ始める。杏奴によると、志げの動静は、離れに暮らす於菟の妻から鷗外の妹・小金井喜美子に伝えられ、喜美子に会うたびにひどい皮肉を浴びせられたという。茉莉が2度の離婚を繰り返して出戻ると、一家はますます世間からの孤立感を強め、志げは、杏奴の縁談は絶望的と判断し、自活できるようにと、絵の勉強のため類とともにフランスに洋行させる。帰国後、絵画を通じて知り合った画家の小堀四郎に杏奴を嫁がせる。その2年後の1936年、以前から患っていた腎臓病が悪化し、尿毒症をこじらせて、55歳で死亡。

## 年譜
- 1880年 - 誕生。
- ????年 - 渡辺勝太郎と結婚・離婚。
- 1902年 - 森鷗外と結婚。
- 1903年 - 茉莉誕生。
- 1904年 - 日露戦争勃発。
- 1906年 - 鷗外の祖母、清没。
- 1907年 - 不律誕生。
- 1908年 - 鷗外の弟・篤次郎没（1月）。不律没（2月）。
- 1909年 - 鷗外『半日』発表（3月）。杏奴誕生（5月）。『波瀾』発表。
- 1910年 - 『あだ花』発表。
- 1911年 - 類誕生（2月）。雑誌『青鞜』創刊（9月）。『死の家』発表。
- 1914年 - 父親の荒木博臣没。
- 1916年 - 鷗外『高瀬舟』発表（1月）。姑・峰没（3月）。
- 1917年 - 鷗外、遺言を書き直し、印税は子供たちに、志げには千葉県日在の夷隅川岸地所家屋を与えるとす。
- 1919年 - 茉莉結婚。
- 1920年 - 実子の孫としては初孫になる爵誕生(前年に於菟の長男が生まれている)。
- 1922年 - 於菟と茉莉洋行。鷗外没（7月）。
- 1925年 - 茉莉の子・亨誕生。
- 1927年 - 茉莉離婚。於菟、鷗外の家を出て、谷中に引越。
- 1930年 - 茉莉再婚。
- 1931年 - 茉莉離婚。
- 1931年 - 杏奴と類渡仏。
- 1934年 - 杏奴結婚。
- 1936年 - 杏奴『晩年の父』出版（2月）。於菟台湾へ。志げ没（4月）

## エピソード
鷗外の4人の子供たち全員が鷗外についての本を出しており、その中で、母・志げとのエピソードをそれぞれに綴っている。
- 於菟と鷗外が親しくすると志げの機嫌が悪くなるため、於菟が鷗外に相談事などがあるときは、鷗外の職場で会っていた。
- 容姿にうるさく、「於菟ちゃんがもっと器量の良い子であったら、よほど可愛がったろうに」や、茉莉の帯を（女中に）締めさせながら「お前は器量が悪いから、紅い方を出しては似合わない」や、泣く杏奴に向かって「器量の良い子が大きな目に涙をいっぱいためているのはいいものだけど、不器量のお前が泣いて小さな目を腫れぼったくしていると、なおさら不器量になってみるのも嫌になる」などと容赦ない言葉を口にした。末子の類についても、実に嫌な顔だが、本当の美男子を知らない女が好く顔だ、ぐれるなら西洋でぐれてほしい、というようなことを言ったという。
- 類の教師から「頭に病気が無い子では類さんが一番できません」と告げられると、志げは酷く嘆き、「頭に病気が有ったらどんなに肩身が広いだろう、病気が有りますように」と念じ、病院の診察で「病気が無い」と言われると、極度の失望から「死なないかなぁ、苦しまずに死なないかなぁ」と漏らした。
- 子供に触られることを嫌い、類の記憶によると、子供に触ることのない人だった。
- 類が年頃になると、女のいる所へ行っておいでと助言し、自ら吉原へ下見に行き、病気を予防する品物を買って渡した。
- 結婚した於菟に向って「お前は頼朝みたいな男だ。あの秋田のズーズー弁の女（於菟の妻）に騙されて何でも言いなり放題になっている。今に北条家に滅ぼされたように森家もひどい目にあうのだ」と言い放った。
- 小説執筆後、鷗外の補筆で真っ赤になった原稿をそのまま出版社へ持っていっていた。